# Krijtje

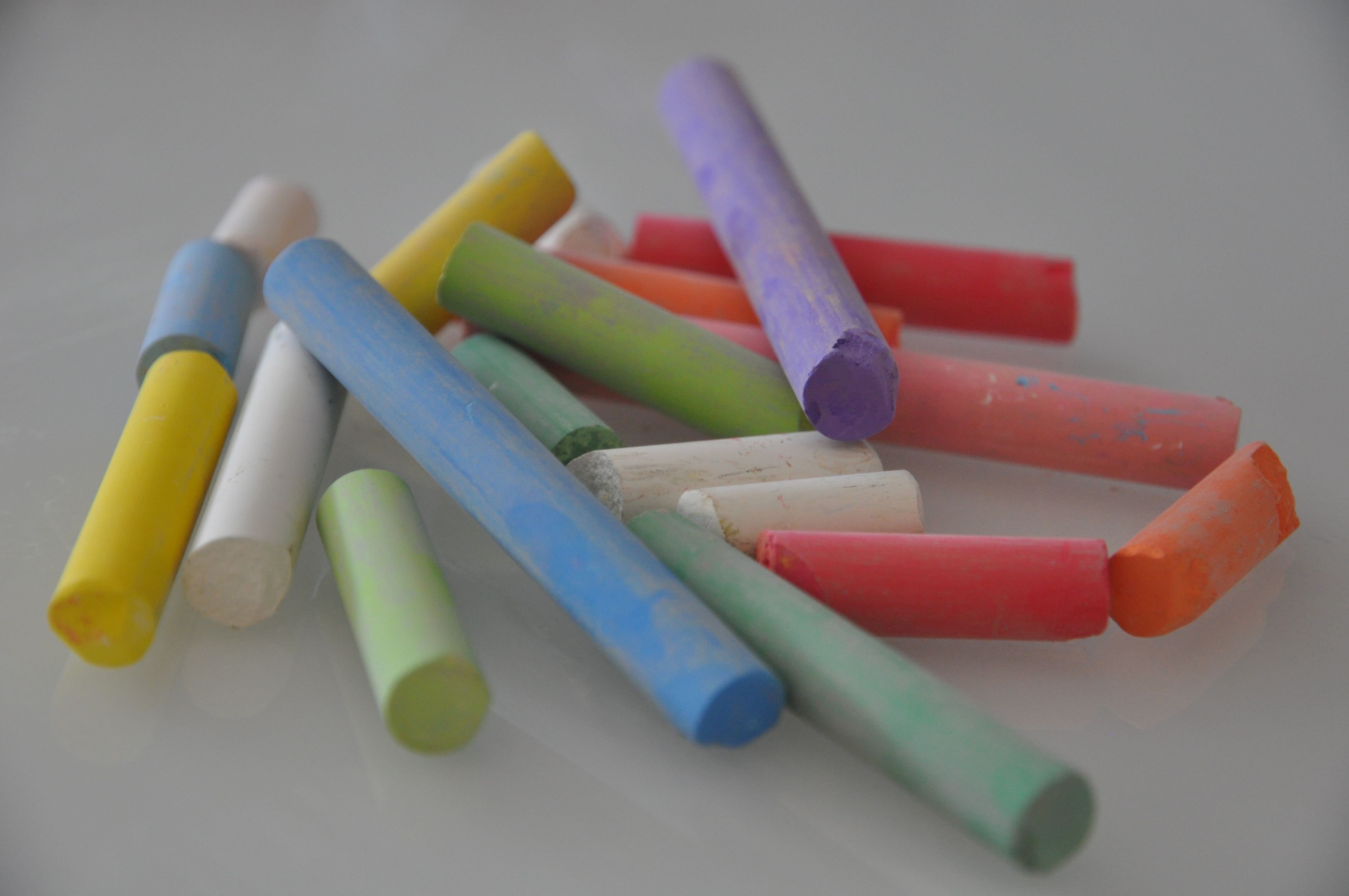
Gekleurd bordkrijt

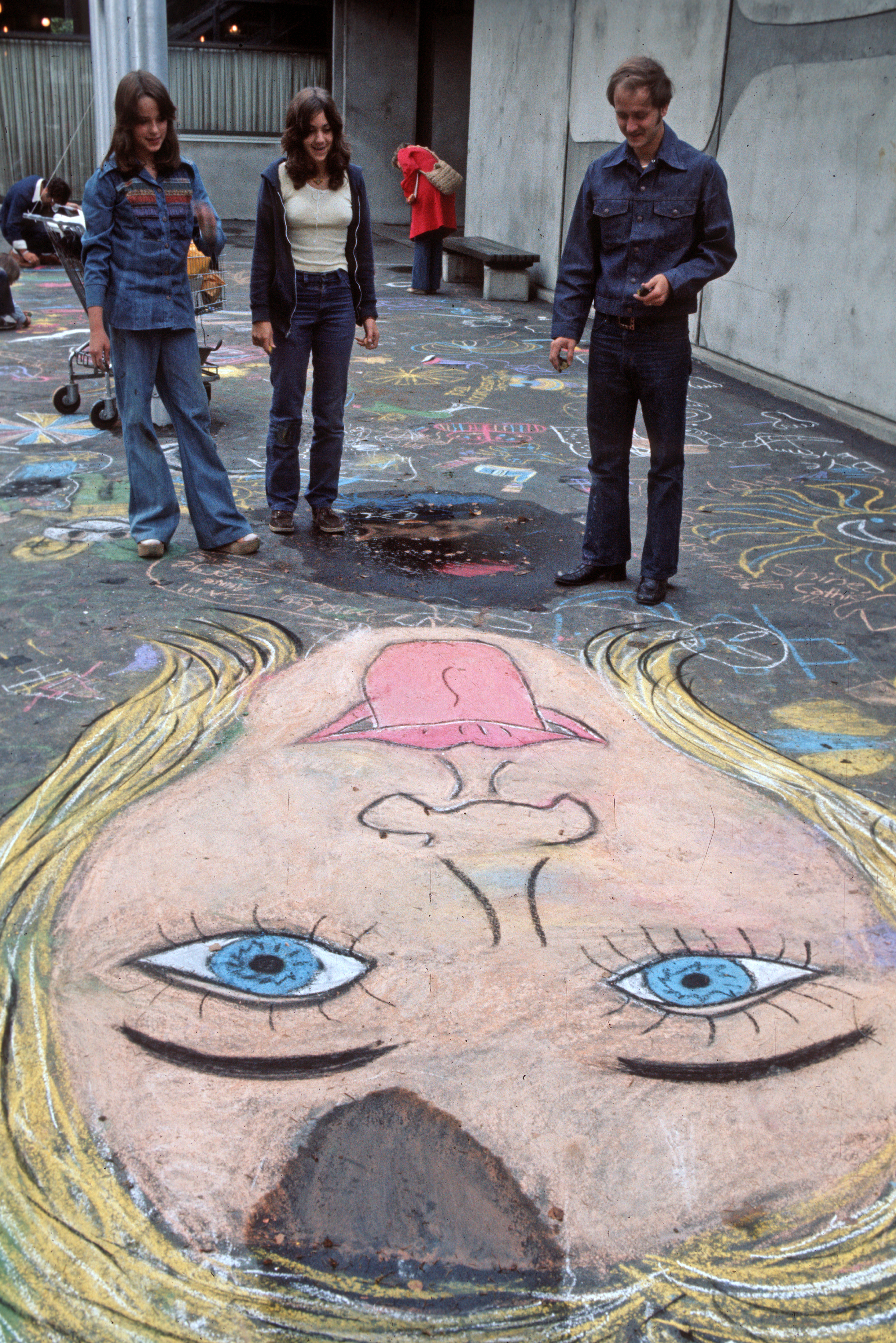
Tekening met stoepkrijt

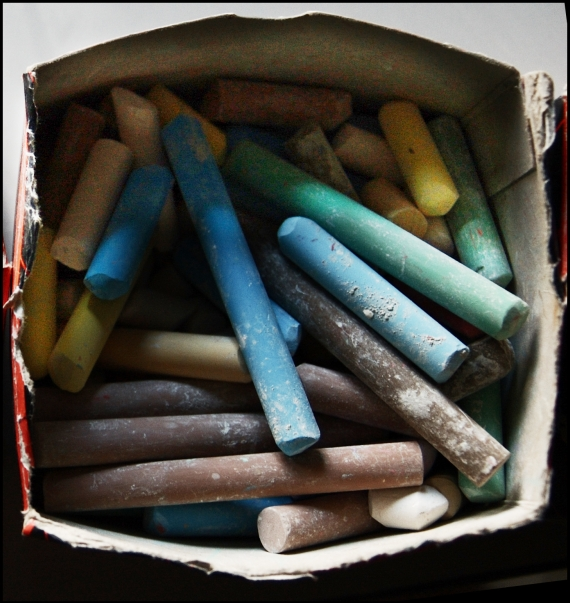
Frans kunstenaarsstoepkrijt

Een krijtje is een stuk kalk of (vaker) gips dat in de vorm van een stift is gemaakt, zodat ermee geschreven kan worden op bijvoorbeeld een schoolbord. Kinderen schrijven en tekenen er graag mee op het trottoir: daarom wordt er speciaal stoepkrijt geproduceerd. Het is een moderne vorm van het oeroude tekenkrijt dat oorspronkelijk bestond uit stukken (kalk)rots. Ook vette stiften, zoals vetkrijt, waskrijt en oliepastel worden wel "krijtjes" genoemd maar hebben in feite geen krijtcomponent. Hetzelfde geldt voor kleermakerskrijt dat van talk gemaakt wordt.

## Samenstelling en gebruik
De meest gangbare kleur van krijtjes is wit, maar er bestaan ook gekleurde krijtjes. Krijtjes worden gekleurd door een kleurstof, niet, zoals bij pastelkrijt voor kunstenaars, door een pigment. Afhankelijk van het gebruik bestaan er verschillende soorten krijt:
- Schoolbordkrijt of schoolkrijt: meestal wit van kleur en fijn van structuur, in gemakkelijk in de hand liggende stiftvorm, speciaal vervaardigd om mee te schrijven en tekenen op schoolborden. Tegenwoordig is schoolkrijt overigens meestal van gips gemaakt gemengd met kaolien en een zeep als bindmiddel. Het eerste schoolbordkrijt werd gemaakt in het begin van de negentiende eeuw.
- Stoepkrijt: in vele kleuren, meest dikker dan schoolbordkrijt, rond of vierkant en met een grove structuur, speciaal vervaardigd om mee te kleuren. Het is onduidelijk wanneer stoepkrijt voor het eerst fabrieksmatig geproduceerd werd.
- Biljartkrijt: Bij biljart en snooker wordt een krijtje gebruikt om de pomerans, de leren top van de keu, stroef te maken. Biljartkrijt heeft een kubusvorm en is gewoonlijk blauw. Het mag niet uitdrogen. De hardheid is belangrijk: zacht krijt blijft beter aan de pomerans zitten en geeft minder af aan de ballen, maar door de slijtage moet de speler vaker krijten. Korrelig krijt geeft meer grip maar minder nauwkeurigheid bij effectstoten. Gewenste hardheid en korreligheid hangen af van de persoonlijke voorkeur.

## Techniek van het stoepkrijten

### Opzet
Stoepkrijten is een op schoolpleinen veelvoorkomende vorm van vermaak. De persoon neemt een stoepkrijt ter hand en maakt net zoals bij het tekenen op papier fleurige stoepversieringen. De stoepversieringen kunnen variëren van geklieder tot heuse kunstwerken — er bestaan vanaf het eind van de 19e eeuw ook straatkunstenaars die het voorbijkomend publiek een kleine vergoeding vragen voor hun prestatie. Helaas wil de stoepversiering niet lang standhouden wanneer er een regenbui overheen gaat, wat leidt tot een vormeloze en ontsierende kleurvlek. Voor de leerkrachten in kwestie wil het stoepkrijten in de zomerdagen daarom nog weleens tot ergernis leiden. Aan de andere kant is de krijttekening een van de eenvoudigst te verwijderen vormen van graffiti.

### Benodigd materiaal bij stoepkrijten
- Een stoep of muur. Een muur is uit het oogpunt van verwijderbaarheid niet aan te raden, omdat de regenbui hier moeilijk het krijt kan laten wegspoelen.
- Stoepkrijt of, in het geval van een meer artistieke performance, pastel, hetgeen de kosten verhonderdvoudigt, tenzij men het pastel zelf vervaardigt. In Frankrijk wordt een speciale reeks gekleurd stoepkrijt voor de kunstenaar vervaardigd met krijt en niet gips als basis.

## De techniek zelf
De techniek van aanbrengen is die van de tekening. Men neemt een stoepkrijt in de hand en door dit neer te drukken op de stoep in combinatie met de gewenste verticale of horizontale beweging, zal het gekleurde krijt een streep op de stoep vormen. Het ruwe oppervlak vergruist de krijtstift snel want er is maar weinig bindmiddel aanwezig. Hierdoor kan men ook met lichte druk vrijwel meteen een dekkende laag aanbrengen. Grote kracht noch coördinatie is vereist zodat het medium bij uitstek geschikt is voor kinderen. Kleurmenging is het makkelijkst tot stand te brengen door arcering; kleurovergangen zijn snel te bereiken, maar impasto is vrijwel onmogelijk doordat de krijtlaag onvoldoende hecht. Straatkunstenaars gebruiken daarom wel een fixatief.

## Trivia
- De kunstenaar Joseph Beuys heeft werk gemaakt bestaande uit hele schoolborden betekend met schoolkrijt.
- Bij de Dom in Keulen worden vaak wedstrijden gehouden in het stoepkrijten. Het hele domplein is dan één grote tekening.
- In 2017 ontstond er commotie omtrent het zogenaamde stoepkrijtverbod. Gert-Jan van der Kooij, ook wel De Krijtman of Stoepkrijter des Vaderlands, kaartte dit verbod aan bij GroenLinks Den Haag in de gemeente Den Haag. [1] Ook veel andere gemeentes hadden dit verbod opgenomen in de Gemeentelijke verordening. Gerard Ekdom riep met de Bond tegen Vertrutting, naar aanleiding van het stoepkrijtverbod, de eerste woensdag van April uit tot Stoepkrijtdag. [2] In Den Haag en in veel andere gemeentes werd het stoepkrijtverbod daarna afgeschaft.[3] [4] [5] [6] [7] [8] [9] Ook de Vereniging van Nederlandse Gemeenten besloot daarna het woord "krijt", uit het model APV te verwijderen.[10]